# Islaz, Ilfov
Islaz este un sat în comuna Brănești din județul Ilfov, Muntenia, România.